# نموذج اللغة
النموذج اللغوي أو نموذج اللغة هو نموذج إحصائي يعين قيمة محتملة لكل سلسلة من الكلمات عن طريق التوزيع الاحتمالي. تستخدم نماذج اللغات في العديد من تطبيقات معالجة اللغة الطبيعية مثل التعرف على الكلام والترجمة الآلية وتحليل واسترجاع المعلومات.

## النماذج الأحادية
في النماذج الأحادية يعتبر التوزيع الاحتمالي لكل كلمة مستقل بذاته ومن ثم تتحول القيمة المحتملة لسلسلة من الكلامات إلى حاصل ضرب القيم المحتملة لكل كلمة منها